# Convolvulus steppicola
Convolvulus steppicola là một loài thực vật có hoa trong họ Bìm bìm. Loài này được Hand.-Mazz. mô tả khoa học đầu tiên năm 1936.